# Gran Premio de España de Motociclismo de 2022
El Gran Premio de España de Motociclismo de 2022 (oficialmente Gran Premio Red Bull de España) fue la sexta prueba del Campeonato del Mundo de Motociclismo de 2022. Tuvo lugar el fin de semana del 29 de abril al 1 de mayo de 2021 en el Circuito de Jerez - Ángel Nieto, situado en la ciudad andaluza de Jerez de la Frontera, España.
La carrera de MotoGP fue ganada por Francesco Bagnaia, seguido de Fabio Quartararo y Aleix Espargaró. Ai Ogura fue el ganador de la prueba de Moto2, por delante de Arón Canet y Tony Arbolino. La carrera de Moto3 fue ganada por Izan Guevara, Sergio García fue segundo y Jaume Masiá tercero.
Esta prueba fue la primera ronda doble de la temporada 2022 de la Copa Mundial de MotoE. La primera carrera de MotoE fue ganada por Eric Granado, Dominique Aegerter fue segundo y Matteo Ferrari tercero. La segunda carrera fue ganada de nuevo por Eric Granado, seguido de Miquel Pons y Mattia Casadei.

## Resultados

### Resultados MotoGP
| Pos.    | N.º | Piloto                | Equipo                       | Constructor | Vueltas | Tiempo    | Parrilla | Puntos |
| ------- | --- | --------------------- | ---------------------------- | ----------- | ------- | --------- | -------- | ------ |
| 1       | 63  | Francesco Bagnaia     | Ducati Lenovo Team           | Ducati      | 25      | 41:00.554 | 1        | 25     |
| 2       | 20  | Fabio Quartararo      | Monster Energy Yamaha MotoGP | Yamaha      | 25      | +0.285    | 2        | 20     |
| 3       | 41  | Aleix Espargaró       | Aprilia Racing               | Aprilia     | 25      | +10.977   | 3        | 16     |
| 4       | 93  | Marc Márquez          | Repsol Honda Team            | Honda       | 25      | +12.676   | 5        | 13     |
| 5       | 43  | Jack Miller           | Ducati Lenovo Team           | Ducati      | 25      | +12.957   | 4        | 11     |
| 6       | 36  | Joan Mir              | Team Suzuki Ecstar           | Suzuki      | 25      | +13.934   | 9        | 10     |
| 7       | 30  | Takaaki Nakagami      | LCR Honda Idemitsu           | Honda       | 25      | +14.929   | 7        | 9      |
| 8       | 23  | Enea Bastianini       | Gresini Racing MotoGP        | Ducati      | 25      | +18.436   | 11       | 8      |
| 9       | 72  | Marco Bezzecchi       | Mooney VR46 Racing Team      | Ducati      | 25      | +18.830   | 8        | 7      |
| 10      | 33  | Brad Binder           | Red Bull KTM Factory Racing  | KTM         | 25      | +20.056   | 15       | 6      |
| 11      | 44  | Pol Espargaró         | Repsol Honda Team            | Honda       | 25      | +20.856   | 13       | 5      |
| 12      | 88  | Miguel Oliveira       | Red Bull KTM Factory Racing  | KTM         | 25      | +23.131   | 21       | 4      |
| 13      | 73  | Álex Márquez          | LCR Honda Castrol            | Honda       | 25      | +25.306   | 22       | 3      |
| 14      | 12  | Maverick Viñales      | Aprilia Racing               | Aprilia     | 25      | +27.358   | 12       | 2      |
| 15      | 21  | Franco Morbidelli     | Monster Energy Yamaha MotoGP | Yamaha      | 25      | +27.519   | 16       | 1      |
| 16      | 10  | Luca Marini           | Mooney VR46 Racing Team      | Ducati      | 25      | +29.278   | 19       |        |
| 17      | 04  | Andrea Dovizioso      | WithU Yamaha RNF MotoGP Team | Yamaha      | 25      | +35.204   | 23       |        |
| 18      | 49  | Fabio Di Giannantonio | Gresini Racing MotoGP        | Ducati      | 25      | +35.361   | 17       |        |
| 19      | 42  | Álex Rins             | Team Suzuki Ecstar           | Suzuki      | 25      | +38.922   | 14       |        |
| 20      | 87  | Remy Gardner          | Tech 3 KTM Factory Racing    | KTM         | 25      | +43.378   | 18       |        |
| 21      | 32  | Lorenzo Savadori      | Aprilia Racing               | Aprilia     | 25      | +44.299   | 24       |        |
| 22      | 89  | Jorge Martín          | Pramac Racing                | Ducati      | 25      | +1:07.681 | 10       |        |
| Ret     | 6   | Stefan Bradl          | Team HRC                     | Honda       | 10      | Caída     | 20       |        |
| Ret     | 5   | Johann Zarco          | Pramac Racing                | Ducati      | 9       | Caída     | 6        |        |
| Ret     | 40  | Darryn Binder         | WithU Yamaha RNF MotoGP Team | Yamaha      | 5       | Retirado  | 25       |        |
| Fuente: |     |                       |                              |             |         |           |          |        |

### Resultados Moto2
| Pos.    | N.º | Piloto                  | Constructor | Vueltas | Tiempo    | Parrilla | Puntos |
| ------- | --- | ----------------------- | ----------- | ------- | --------- | -------- | ------ |
| 1       | 79  | Ai Ogura                | Kalex       | 23      | 39:16.357 | 1        | 25     |
| 2       | 40  | Arón Canet              | Kalex       | 23      | +2.509    | 4        | 20     |
| 3       | 14  | Tony Arbolino           | Kalex       | 23      | +3.669    | 2        | 16     |
| 4       | 37  | Augusto Fernández       | Kalex       | 23      | +5.358    | 9        | 13     |
| 5       | 23  | Marcel Schrötter        | Kalex       | 23      | +9.245    | 18       | 11     |
| 6       | 13  | Celestino Vietti        | Kalex       | 23      | +12.122   | 6        | 10     |
| 7       | 64  | Bo Bendsneyder          | Kalex       | 23      | +13.918   | 8        | 9      |
| 8       | 16  | Joe Roberts             | Kalex       | 23      | +14.064   | 14       | 8      |
| 9       | 75  | Albert Arenas           | Kalex       | 23      | +18.980   | 12       | 7      |
| 10      | 9   | Jorge Navarro           | Kalex       | 23      | +27.767   | 13       | 6      |
| 11      | 61  | Alessandro Zaccone      | Kalex       | 23      | +31.536   | 21       | 5      |
| 12      | 52  | Jeremy Alcoba           | Kalex       | 23      | +33.308   | 23       | 4      |
| 13      | 62  | Stefano Manzi           | Kalex       | 23      | +33.635   | 26       | 3      |
| 14      | 7   | Barry Baltus            | Kalex       | 23      | +33.751   | 17       | 2      |
| 15      | 19  | Lorenzo Dalla Porta     | Kalex       | 23      | +33.836   | 16       | 1      |
| 16      | 18  | Manuel González         | Kalex       | 23      | +34.040   | 20       |        |
| 17      | 2   | Gabriel Rodrigo         | Kalex       | 23      | +37.292   | 15       |        |
| 18      | 24  | Simone Corsi            | MV Agusta   | 23      | +41.128   | 28       |        |
| 19      | 84  | Zonta van den Goorbergh | Kalex       | 23      | +41.307   | 24       |        |
| 20      | 51  | Pedro Acosta            | Kalex       | 23      | +46.441   | 10       |        |
| 21      | 12  | Filip Salač             | Kalex       | 23      | +53.073   | 22       |        |
| 22      | 4   | Sean Dylan Kelly        | Kalex       | 23      | +56.157   | 29       |        |
| 23      | 28  | Niccolò Antonelli       | Kalex       | 23      | +56.521   | 30       |        |
| Ret     | 96  | Jake Dixon              | Kalex       | 8       | Caída     | 11       |        |
| Ret     | 54  | Fermín Aldeguer         | Boscoscuro  | 16      | Retirado  | 5        |        |
| Ret     | 42  | Marcos Ramírez          | MV Agusta   | 9       | Caída     | 19       |        |
| Ret     | 35  | Somkiat Chantra         | Kalex       | 7       | Retirado  | 7        |        |
| Ret     | 6   | Cameron Beaubier        | Kalex       | 7       | Retirado  | 25       |        |
| Ret     | 22  | Sam Lowes               | Kalex       | 6       | Caída     | 3        |        |
| Ret     | 5   | Romano Fenati           | Boscoscuro  | 4       | Caída     | 27       |        |
| Fuente: |     |                         |             |         |           |          |        |

### Resultados Moto3
| Pos.    | N.º | Piloto            | Constructor | Vueltas | Tiempo    | Parrilla | Puntos |
| ------- | --- | ----------------- | ----------- | ------- | --------- | -------- | ------ |
| 1       | 28  | Izan Guevara      | Gas Gas     | 22      | 39:19.873 | 1        | 25     |
| 2       | 11  | Sergio García     | Gas Gas     | 22      | +0.061    | 2        | 20     |
| 3       | 5   | Jaume Masiá       | KTM         | 22      | +0.208    | 3        | 16     |
| 4       | 53  | Deniz Öncü        | KTM         | 22      | +0.319    | 5        | 13     |
| 5       | 43  | Xavier Artigas    | CFMoto      | 22      | +0.410    | 6        | 11     |
| 6       | 71  | Ayumu Sasaki      | Husqvarna   | 22      | +0.847    | 7        | 10     |
| 7       | 27  | Kaito Toba        | KTM         | 22      | +3.787    | 18       | 9      |
| 8       | 6   | Ryusei Yamanaka   | KTM         | 22      | +3.982    | 12       | 8      |
| 9       | 96  | Daniel Holgado    | KTM         | 22      | +5.811    | 19       | 7      |
| 10      | 10  | Diogo Moreira     | KTM         | 22      | +6.088    | 9        | 6      |
| 11      | 18  | Matteo Bertelle   | KTM         | 22      | +11.069   | 17       | 5      |
| 12      | 19  | Scott Ogden       | Honda       | 22      | +11.142   | 11       | 4      |
| 13      | 48  | Iván Ortolá       | KTM         | 22      | +15.546   | 15       | 3      |
| 14      | 16  | Andrea Migno      | Honda       | 22      | +15.662   | 13       | 2      |
| 15      | 82  | Stefano Nepa      | KTM         | 22      | +15.687   | 26       | 1      |
| 16      | 23  | Elia Bartolini    | KTM         | 22      | +15.728   | 23       |        |
| 17      | 64  | Mario Aji         | Honda       | 22      | +16.582   | 27       |        |
| 18      | 7   | Dennis Foggia     | Honda       | 22      | +17.529   | 4        |        |
| 19      | 38  | David Salvador    | Husqvarna   | 22      | +23.338   | 16       |        |
| 20      | 87  | Gerard Riu        | KTM         | 22      | +25.408   | 22       |        |
| 21      | 72  | Taiyo Furusato    | Honda       | 22      | +25.569   | 24       |        |
| 22      | 63  | Syarifuddin Azman | Honda       | 22      | +44.166   | 25       |        |
| 23      | 22  | Ana Carrasco      | KTM         | 22      | +44.337   | 28       |        |
| Ret     | 54  | Riccardo Rossi    | Honda       | 14      | Caída     | 8        |        |
| Ret     | 24  | Tatsuki Suzuki    | Honda       | 6       | Caída     | 20       |        |
| Ret     | 31  | Adrián Fernández  | KTM         | 5       | Retirado  | 21       |        |
| Ret     | 99  | Carlos Tatay      | CFMoto      | 3       | Caída     | 10       |        |
| Ret     | 66  | Joel Kelso        | KTM         | 3       | Retirado  | 14       |        |
| Fuente: |     |                   |             |         |           |          |        |

### Resultados MotoE
Carrera 1
| Pos.    | N.º | Piloto             | Constructor | Vueltas | Tiempo    | Parrilla | Puntos |
| ------- | --- | ------------------ | ----------- | ------- | --------- | -------- | ------ |
| 1       | 51  | Eric Granado       | Energica    | 8       | 14:36.988 | 4        | 25     |
| 2       | 77  | Dominique Aegerter | Energica    | 8       | +0.696    | 5        | 20     |
| 3       | 11  | Matteo Ferrari     | Energica    | 8       | +1.005    | 6        | 16     |
| 4       | 4   | Héctor Garzó       | Energica    | 8       | +1.537    | 2        | 13     |
| 5       | 40  | Jordi Torres       | Energica    | 8       | +1.697    | 7        | 11     |
| 6       | 78  | Hikari Okubo       | Energica    | 8       | +2.345    | 8        | 10     |
| 7       | 17  | Alex Escrig        | Energica    | 8       | +3.651    | 9        | 9      |
| 8       | 71  | Miquel Pons        | Energica    | 8       | +3.986    | 1        | 8      |
| 9       | 70  | Marc Alcoba        | Energica    | 8       | +5.275    | 15       | 7      |
| 10      | 3   | Lukas Tulovic      | Energica    | 8       | +5.334    | 11       | 6      |
| 11      | 7   | Niccolò Canepa     | Energica    | 8       | +5.814    | 10       | 5      |
| 12      | 21  | Kevin Zannoni      | Energica    | 8       | +6.511    | 12       | 4      |
| 13      | 34  | Kevin Manfredi     | Energica    | 8       | +9.621    | 14       | 3      |
| 14      | 12  | Xavi Forés         | Energica    | 8       | +10.849   | 18       | 2      |
| 15      | 6   | María Herrera      | Energica    | 8       | +12.094   | 13       | 1      |
| 16      | 16  | Yeray Ruiz         | Energica    | 8       | +22.491   | 16       |        |
| 17      | 27  | Mattia Casadei     | Energica    | 8       | +1:32.262 | 3        |        |
| Ret     | 72  | Alessio Finello    | Energica    | 7       | Caída     | 17       |        |
| 1.      |     |                    |             |         |           |          |        |
| Fuente: |     |                    |             |         |           |          |        |

Carrera 2
| Pos.    | N.º | Piloto             | Constructor | Vueltas | Tiempo    | Parrilla | Puntos |
| ------- | --- | ------------------ | ----------- | ------- | --------- | -------- | ------ |
| 1       | 51  | Eric Granado       | Energica    | 8       | 14:36.321 | 4        | 25     |
| 2       | 71  | Miquel Pons        | Energica    | 8       | +0.217    | 1        | 20     |
| 3       | 27  | Mattia Casadei     | Energica    | 8       | +0.394    | 3        | 16     |
| 4       | 77  | Dominique Aegerter | Energica    | 8       | +0.488    | 5        | 13     |
| 5       | 78  | Hikari Okubo       | Energica    | 8       | +1.182    | 8        | 11     |
| 6       | 11  | Matteo Ferrari     | Energica    | 8       | +1.715    | 6        | 10     |
| 7       | 40  | Jordi Torres       | Energica    | 8       | +2.701    | 7        | 9      |
| 8       | 17  | Alex Escrig        | Energica    | 8       | +4.202    | 9        | 8      |
| 9       | 7   | Niccolò Canepa     | Energica    | 8       | +5.471    | 10       | 7      |
| 10      | 34  | Kevin Manfredi     | Energica    | 8       | +5.755    | 14       | 6      |
| 11      | 12  | Xavi Forés         | Energica    | 8       | +7.061    | 18       | 5      |
| 12      | 3   | Lukas Tulovic      | Energica    | 8       | +10.497   | 11       | 4      |
| 13      | 21  | Kevin Zannoni      | Energica    | 8       | +10.880   | 12       | 3      |
| 14      | 6   | María Herrera      | Energica    | 8       | +18.849   | 13       | 2      |
| 15      | 72  | Alessio Finello    | Energica    | 8       | +26.343   | 13       | 1      |
| Ret     | 4   | Héctor Garzó       | Energica    | 5       | Caída     | 2        |        |
| Ret     | 28  | Yeray Ruiz         | Energica    | 4       | Caída     | 16       |        |
| Ret     | 70  | Marc Alcoba        | Energica    | 0       | Caída     | 15       |        |
| Fuente: |     |                    |             |         |           |          |        |